# Fixismus
Der Fixismus war eine bis zum Paradigmenwechsel der Geologie in den 1960er Jahren maßgebliche geotektonische Hypothese, die heute als überholt gilt. Angenommen wurde, dass die Erdkruste mit dem Untergrund fest verbunden sei, so dass großtektonische Prozesse ortsständig sind. Daraus folgte, dass die Entwicklung der Erde überwiegend von vertikalen und sehr wenig von horizontalen tektonischen Bewegungen der Erdkruste geprägt sei. Auf der Vorstellung des Fixismus bauten die meisten Theorien der klassischen Geologie (zum Beispiel die Kontraktionstheorie) vor Einführung der Theorie der Plattentektonik auf.
Auf dem Fixismus baut die Permanenztheorie auf, die lehrt, dass alle Kontinente seit Bildung der Erdkruste an ein und derselben Stelle verweilen. Hierauf baut wiederum die Geosynklinaltheorie als klassische (d. h. vorplattentektonische) Gebirgsbildungstheorie auf.

Die hier farbig dargestellten paläobiogeographischen Verbreitungsgebiete von Cynognathus, Mesosaurus, Glossopteris und Lystrosaurus gelten heute als Belege für die Plattentektonik. Der Fixismus versuchte die Fossilfunde auf verschiedenen Kontinenten mit der Landbrückentheorie zu erklären.

Anfang des zwanzigsten Jahrhunderts wurden Fossilien derselben Tierart in Südamerika und Afrika gefunden. Unter der Annahme des Fixismus wurde die Landbrücken-Hypothese aufgestellt, welcher zufolge es einst Landbrücken gab, die Afrika mit Südamerika verbanden, so dass es den Tieren möglich war, auf den anderen Kontinent zu wandern. Diese Landbrücken sollen im Lauf der Erdgeschichte abgesunken sein. Diese Hypothese war mit der Permanenztheorie nicht vereinbar.
Durch die Echolot-Messungen des Forschungsschiffes Meteor in den Jahren 1924 bis 1927, bei denen der Mittelatlantische Rücken – ein unterseeischer Gebirgszug, der von Norden nach Süden verläuft – entdeckt wurde und nicht wie erwartet Rückstände einer Landbrücke, welche von Ost nach West hätten verlaufen müssen, geriet die Landbrücken-Hypothese ins Wanken, wurde aber erst in den 1960er Jahren völlig aufgegeben.
Das Gegenteil des Fixismus ist der Mobilismus, der horizontale Bewegungen der Erdkruste als maßgeblich prägend ansieht. Die Theorie des Mobilismus hat sich aus Alfred Wegeners Entdeckung der Kontinentalverschiebung entwickelt und wird seit etwa 1960 von den Untersuchungen zur Plattentektonik unterstützt.
Siehe auch: Geschichte der Geologie